# Conservatorio di Santa Teresa
Conservatorio di Santa Teresa è un romanzo scritto da Romano Bilenchi, pubblicato per la prima volta nel 1940.

## Trama
Il piccolo Sergio, appartenente a una famiglia facoltosa, vive in una villa di campagna col padre Bruno - un uomo ferocemente anticlericale - la madre Marta, la nonna Giovanna e la zia Vera. Allo scoppio della prima guerra mondiale, Bruno parte per il fronte. Le donne della famiglia approfittano della situazione per far sì che Sergio si iscriva al Conservatorio di Santa Teresa, dove tutte loro hanno studiato: un istituto scolastico privato, retto da religiose.

## Edizioni
- Romano Bilenchi, Conservatorio di Santa Teresa, Vallecchi, Firenze 1940
- Romano Bilenchi, Conservatorio di Santa Teresa, Vallecchi, Firenze 1972
- Romano Bilenchi, Conservatorio di Santa Teresa, con uno scritto di Mario Luzi, Vallecchi, Firenze 1973
- Romano Bilenchi; Conservatorio di Santa Teresa, introduzione di Mario Luzi, Rizzoli, Milano 1985
- Romano Bilenchi; Conservatorio di Santa Teresa, prefazione di Mario Luzi, Garzanti, Milano 1991
- Romano Bilenchi; Conservatorio di Santa Teresa, a cura di Benedetta Centovalli, Biblioteca universale Rizzoli, Milano 2001 ISBN 88-17-12612-8
- Romano Bilenchi; Conservatorio di Santa Teresa, a cura di Benedetta Centovalli, BUR, Milano 2006 ISBN 88-17-01327-7
- Romano Bilenchi, Conservatorio di Santa Teresa, edizione speciale per i periodici del Gruppo Mondadori, Mondadori, Milano 2014
- Romano Bilenchi; Conservatorio di Santa Teresa, a cura di Benedetta Centovalli, Rizzoli, Milano 2017 ISBN 978-88-17-09973-8